# Sibur Arena
Die Sibur Arena (russisch Сибур Арена) ist eine Mehrzweckhalle in der zweitgrößten russischen Stadt Sankt Petersburg. Sie liegt auf der Krestowski-Insel am Finnischen Meerbusen in direkter Nachbarschaft zur Gazprom-Arena, der Heimspielstätte des Fußballvereins Zenit St. Petersburg.

## Geschichte
Nach dem Baustart im Juni 2010 wurde die Arena am 11. September 2013 eröffnet. Es bieten sich auf den Rängen 7120 Sitzplätze, die für gute Sicht um das Spielfeld angeordnet sind. Die Mehrzweckhalle ist für verschiedene Sportarten wie Basketball, Volleyball, Handball, Tennis, Boxen, Mixed Martial Arts, Futsal oder Badminton ausgerüstet. Das Basketballspielfeld, nach NBA-Standard, ist aus Ahornholz. Darüber hinaus finden Konzerte, Zirkusvorstellungen, Theateraufführungen sowie Ausstellungen, Tagungen oder geschäftliche Veranstaltungen verschiedenster Art statt. Es wurden 12 V.I.P.-Logen mit Sitzplätzen für neun bis 44 Personen eingerichtet. Neben der großen Arena gibt es eine Trainingshalle (1296 m²) mit zwei abgeteilten Spielfeldern (ebenfalls Ahornholz, jeweils 36 × 18 m) und vier Umkleidekabinen. Sie werden auch von Jugendmannschaften genutzt. Des Weiteren gehören zum Komplex Umkleidekabinen und sanitäre Einrichtungen für die Mannschaften, Räume für Schiedsrichter und Offizielle, medizinische Einrichtungen mit Dopingkontrollraum, ein Pressezentrum, ein Fitnessstudio (285,5 m²), ein Restaurant mit 70 Plätzen und Blick auf die Gazprom-Arena, ein Café und Büfettbereiche, ein Hotel mit 28 Zimmern, kostenlose Parkplätze, ein Tanzsaal (200 m²), ein Rehabilitationszentrum mit Schwimmbad (20 × 9 m) und finnischer Sauna (13 Personen) sowie türkischem Hammam (13 Personen) und Scharko-Dusche.
Der Basketballverein BK Spartak Sankt Petersburg ist seit 2013 in der Halle beheimatet. Seit 2014 nutzt der BK Zenit Sankt Petersburg, (Basketball), die Sportarena. 2017 zog der neu gegründete VK Zenit Sankt Petersburg (Volleyball) in die Sibur Arena als Spielstätte ein. Bis 2015 fand das ATP-Tennis-Turnier der Herren im großen SKK Peterburgski statt und wurde dann in die Sibur Arena verlegt. Das seit 2016 stattfindende WTA-Tennis-Turnier der Damen wird hier ebenfalls ausgetragen.